# Braulio Arsuaga
Braulio Antonio Arsuaga Losada (13 de septiembre de 1972, Ciudad de México) es un empresario mexicano, presidente del Consejo Nacional Empresarial Turístico (CNET) y CEO de Grupo Presidente. Ha sido considerado como uno de los top 20 empresarios en formar parte de los 300 líderes mexicanos más influyentes del 2020.

## Trayectoria
Arsuaga estudió una licenciatura en Administración de Empresas por la Universidad Anáhuac, y una maestría en Administración de Empresas por la Southern Methodist University.
Arsuaga se ha desempeñado en temas de marketing, ventas y desarrollo. Cuenta con más de 20 años de experiencia profesional en los sectores de la hotelería, el retail y financiero. Desde el 2013 se desempeña como director general de Grupo Presidente. Motivo por el cual tuvo que dejar su cargo anterior como presidente de la Asociación Nacional de Cadenas de Hoteles. Tras la salida de Pablo Azcárraga, Arsuaga es quien ejerce como presidente del Consejo Nacional Empresarial Turístico (CNET). En febrero del 2022, fue ratificado como presidente para el periodo 2022-2024.
Además de su desempeño en el área turística, es Consejero de Grupo Gigante, propiedad de Ángel Losada Moreno. Participa en la Inmobiliaria Conjunto Polanco, Fundación Gigante, Novag Infancia y en la fundación Ver Bien para Aprender Mejor. Grupo Presidente representa en México, desde 1994, a la marca IHG (InterContinental Hotels Group). Ha operado propiedades como InterContinental, Starwood, Holiday Inn y Holiday Inn Resort.
El empresario fue también el productor ejecutivo de la película Cantinflas (película), estrenada en 2014. En ella también realiza una aparición en una escena, como extra.
En 2021, Braulio Arsuaga fue  presentado como invitado en el panel de empresarios del programa Shark Tank México, un proyecto coproducido por Sony Pictures Television, SPT Networks y Claro Video, tras la salida de Carlos Bremer del programa.

## Vida personal
Braulio Arsuaga es nieto de Ángel Losada Gómez, un empresario santanderino que logró ocupar un lugar entre los empresarios más ricos de México, con una fortuna valuada en $800 millones de dólares.
Se encuentra casado, y tiene tres hijos. Actualmente reside en la Ciudad de México.

## Distinciones
En 2014 recibe la medalla de Liderazgo Anáhuac en Turismo.